# Дулчеле (Арад)
Дулчеле (рум. Dulcele) насеље је у Румунији у округу Арад у општини Гурахонц. Oпштина се налази на надморској висини од 424 m.

## Становништво
Према подацима из 2002. године у насељу је живело 100 становника, од којих су сви румунске националности.